# Genas
Genas település Franciaországban,  Rhône megyében. Lakosainak száma 13 446 fő (2022. január 1.). Genas Meyzieu, Chassieu, Pusignan, Saint-Bonnet-de-Mure, Saint-Priest és Colombier-Saugnieu községekkel határos.

## Népesség
A település népességének változása:
| Lakosok száma | 12 341 | 12 741 | 12 837 | 12 734 | 13 022 | 13 181 | 13 195 | 13 483 | 13 446 |
|               | 2013   | 2015   | 2016   | 2017   | 2018   | 2019   | 2020   | 2021   | 2022   |